# Куртуюшу-Дежулуй
Куртуюшу-Дежулуй (рум. Curtuiușu Dejului) — село у повіті Клуж в Румунії. Входить до складу комуни Вад.
Село розташоване на відстані 361 км на північний захід від Бухареста, 49 км на північ від Клуж-Напоки.

## Населення
За даними перепису населення 2002 року у селі проживали 182 особи, усі — румуни. Усі жителі села рідною мовою назвали румунську.